# Виставка (фільм)
«Виставка» («Parodų rūmai») — радянський двосерійний телефільм 1987 року, знятий режисерами Андрюсом Шюшею і Маріонасом Ґедрісом на Литовській кіностудії.

## Сюжет
Телефільм за мотивами роману В. Бубніса «Запрошення». У директора краєзнавчого музею Адамоніса є все, що, на його думку, повинен мати службовець такого рангу: благополучна сім'я, повага до нього співробітників, і навіть коханка. Крім того, ним опікується перший секретар райкому партії. Сподіваючись на подальшу кар'єру у Вільнюсі, Адамоніс вирішив подарувати своєму благодійнику один із найцінніших експонатів музею. Але до керівництва районом прийшли нові люди, вимогливі, не терплячі до показухи та лестощів. А честолюбним мріям Адамоніса так і не судилося збутися.

## У ролях
- Владас Багдонас — Баліс Адамоніс, директор музею
- Ірена Васюліте — Регіна Адамонене, дружина Баліса
- Віргінія Коханскіте — Юрате, подруга Альфреди Баніте
- Андрюс Мамонтовас — Дарюс Адамоніс, син Баліса та Регіни
- Гедимінас Пранцкунас — Антанас, водій «Волги»
- Інгріда Кілшаускайте — Альфреда Баніте
- Альгімантас Садукас — співробітник музею
- Ірена Житкуте — Мацене, старший науковий співробітник музею
- Томас Вайсета — заступник директора
- Енрікас Качинскас — Каспарас
- А. Армаліте — Егле
- Ромуальдас Раманаускас — Владас, однокурсник Баліса на прізвисько Гарольд
- Лайма Кернюте — мати Баліса
- Йонас Науйокас — сантехнік
- Она Кнапкіте-Юкнявічене — мадам Тереза, доглядач музею
- Сігітас Рамяліс — Вілюс, друг дитинства Баліса
- Еляна Гайгалайте — господиня
- Кароліс Дапкус — Жигунас, член журі та новопризначений перший секретар
- Даля Бренчюте — епізод
- Едгарас Савіцкіс — Пауже, вчений із Вільнюса
- Еляна Біндокайте — бабуся Баліса
- Рімантас Недзвецкас — епізод
- Вітаутас Канцлеріс — перший секретар
- Повілас Гайдіс — член журі
- Гедимінас Карка — Рукас, колишній директор музею
- Людмила Духовна — циганка Ляна
- Ромас Райніс — Ромас, гітарист
- Бронюс Кіндуріс — ревнивий циган в автомобілі
- Саулюс Валіконіс — Саулюс, саксофоніст
- Ремігіюс Сонгайла — хормейстер
- Фелікс Ейнас — відвідувач кафе на вокзалі
- Сігітас Рачкіс — керівник оркестру на відкритті Палацу виставок
- Гінтаутас Печюра — помічник першого секретаря
- Бронюс Гражіс — перекладач німецької делегації
- Альгірдас Шемешкявічюс — кравець
- Антанас Сейкаліс — відвідувач виставки
- Миколас Пяткявічюс — відвідувач виставки
- Аугустас Шавяліс — глядач
- Арнольдас Лукошюс — акордеоніст
- Еугеніюс Пугачюкас — ударник
- Ванда Марчінскайте — епізод

## Знімальна група
- Режисери — Андрюс Шюша, Маріонас Ґедріс
- Сценаристи — Андрюс Шюша, Маріонас Ґедріс
- Оператор — Едмундас Сафоновас
- Композитор — Фаустас Латенас
- Художник — Лінас Кріщюнас